# Leo Linhart
Leo Linhart (16. listopadu 1912 Zell am See – 10. ledna 1945 Stob ant´Sluichd) byl český pilot 311. československé bombardovací perutě.

## Život

### Před druhou světovou válkou
Leo Linhart se narodil 16. listopadu v rakouském Zell am See v rodině přeloučského sedláka Václava Linharta. Maturitu složil na obchodní akademii a pracoval jako úředník. Mezi lety 1932 a 1934 absolvoval prezenční vojenskou službu a v rámci ní školu pro důstojníky v záloze. Z Československa odešel 13. února 1939 a to do Spojených států amerických. Zde se seznámil s českou dívkou Boženou, kterou si následně vzal za manželku.

### Druhá světová válka
Do Československé armády v zahraničí byl Leo Linhart odveden 9. května 1942 v New Yorku, následně byl odeslán k československé vojenské misi v Montréalu a zahájil pilotní výcvik. Dne 12. června 1942 byl přijat do Royal Air Force a přesunul se do Spojeného království. Dne 11. srpna 1943 byl zařazen k 311. československé bombardovací peruti, dne 16. listopadu téhož roku ale opět zamířil k náhradnímu tělesu a do dalšího výcviku. K 311. peruti se opět vrátil 7. května 1944 a jako její příslušník se účastnil protiponorkových leteckých hlídek nad oceánem. Dne 10. ledna 1945 cestoval ve stroji Airspeed Oxford Mk.I PH404 pilotovaném Karlem Kvapilem ze skotského Tainu do Londýna. Stroj se zřítil v prostoru hory Stob ant´Sluichd v pohoří Grampiany. Z důvodu mylného předpokladu, že se stroj zřítil do moře, byl vrak a těla obětí nalezena až po sedmi měsících náhodnými turisty. Pohřben byl 3. září 1945 v československém oddělení hřbitova v Brookwoodu. Dosáhl hodnosti poručíka.

## Ocenění

### Vyznamenání
- Československá medaile Za chrabrost před nepřítelem

### Posmrtná ocenění
- Leo Linhart byl v roce 1991 in memoriam povýšen do hodnosti plukovníka